# Athil al-Noujaïfi
Athil al-Noujaïfi (anglais : Atheel Alnujaifi ; arabe : أثيل النجيفي ; turc : Esil Nuceyfi), né en 1958, est un homme d'affaires, homme politique,, et commandant paramilitaire irakien,.

## Famille
Il est issu d'une famille de notables mossouliotes. Il est le petit frère d'Oussama al-Noujaïfi (en), président du parlement irakien de 2010 à 2014.

## Carrière politique
En 2009, la liste Al-Hadba (en) qu'il coordonne obtient la majorité absolue des sièges au Conseil provincial de Ninive, ce qui lui permet d'être élu gouverneur de la province (ar). 
Au cours de son mandat, il ne parvient pas à lutter contre la corruption ni à assurer les besoins vitaux de tous ses administrés.
Lors des élections gouvernorales de 2013 en Ninive (en), son alliance Moutahidoun (en) — soutenue par le premier ministre Nouri al-Maliki — essuie une défaite électorale face à l'Alliance du Kurdistan de Netchirvan Barzani. Dans la province d'Al-Anbar, elle obtient cependant une majorité relative des  suffrages.
Le 3 juin 2014, il annonce la suspension de la construction d'une école primaire iranienne au nom de Khomeini à Bartella, affirmant que « le choix de ce nom particulier [...] est un choix intentionnel visant à attiser les conflits »,.   
Le 5 juin 2014, soit la veille de la bataille de Mossoul, il déclare qu'« il n'y a pas d'hommes armés ni à Mossoul ni dans ses environs » et que le couvre-feu imposé dans la ville n'est qu'une « mesure de précaution ».
Pendant la bataille de Mossoul, il convoque une session extraordinaire du Conseil provincial et appelle la population à résister face à l'avancée (en) de l'État islamique en Irak et au Levant mais n'est pas suivi,. Le 10 juin 2014, dernier jour de la bataille, les combattants de l'organisation encerclent son palais et il manque de peu d'être capturé par ces derniers mais parvient à fuir vers Erbil avec l'aide de la police. 
Le 28 mai 2015, le parlement irakien vote sa destitution par 169 voix sur 218.  
Le 16 août 2015, la commission d'enquête parlementaire sur la chute de Mossoul rend au président du parlement irakien, Salim al-Joubouri (en), un rapport qui accable — entre autres — Athil al-Noujaïfi,,.   

## Carrière militaire
Au Kurdistan, il fonde les Hachd al-Watani (La « Mobilisation nationale »),, un groupe armé de plusieurs milliers d'hommes, ennemi de l’État Islamique, qui prône une plus grande autonomie des régions sunnites du nord de l'Irak, et qui est hostile aux interventions des milices chiites irakiennes ou iraniennes dans la province de Ninive et au Kurdistan,.
Au cours de la bataille de Mossoul de 2016, grâce à ses bonnes relations auprès du gouvernement turc — allié des Hachd al-Watani — il obtient le commandement de la Garde de Ninive, un groupe composé de 1 500  à   2 000 combattants arabes sunnites, tous originaires de Mossoul ou de ses environs,. Ce groupe étant soutenu par la Turquie, ceci suscite la méfiance du gouvernement irakien. 